# 多治見市立小泉中学校
多治見市立小泉中学校（たじみしりつ　こいずみちゅうがっこう）は、岐阜県多治見市にある公立中学校である。

## 沿革
- 1947年（昭和22年）4月 - 平和中学校小泉分校を設置。
- 1948年（昭和23年）4月 - 平和中学校から独立し、多治見市立小泉中学校として開校。
- 1949年（昭和24年） - 現在の小泉町7丁目に新築移転。
- 1951年（昭和26年） - 校舎を小泉小学校に移管。隣接地に新校舎（木造2階建）が完成。
- 1960年（昭和35年）4月1日 - 多治見市に可児郡姫治村の一部[注釈 1]が編入され、この地域の生徒が小泉中学校に転入する。
- 1962年（昭和37年） - 新校舎（鉄筋コンクリート造）が完成。
- 1974年（昭和49年） - 校舎を増築。
- 1979年（昭和54年） - 北稜中学校を分離する。
- 1988年（昭和63年） - 南姫中学校を分離する。

## 通学区域[1]
- 高根町1丁目、2丁目（4、5の2、5の3を除く）
- 根本町1丁目、2丁目、3丁目、4丁目、5丁目、6丁目、7丁目、8丁目、9丁目（25、26の2から26の41を除く）、10丁目、11丁目、12丁目（1の2から1の12、19、20、82を除く）
- 北丘町1丁目、2丁目、3丁目、4丁目（17の11から17の153、17の155、17の158、17の161、17の162、17の164から17の183を除く）、6丁目（30の１、30の6から30の29を除く）
- 西山町1丁目、2丁目、3丁目
- 昭栄町
- 大原町1丁目、2丁目、3丁目、4丁目、5丁目、6丁目、7丁目、8丁目、9丁目、10丁目、11丁目
- 幸町1丁目、2丁目、3丁目、4丁目、5丁目、6丁目、7丁目、8丁目
- 小泉町1丁目、2丁目、3丁目、4丁目、5丁目、6丁目、7丁目、8丁目
- 大沢町1丁目、2丁目
- 美山町
- 平井町1丁目、2丁目、3丁目、4丁目、5丁目、6丁目
- 赤坂町1丁目、2丁目、3丁目、4丁目、5丁目、6丁目、7丁目、8丁目、9丁目
- 明和町1丁目（9を除く）、2丁目（71、72）
- 宝町1丁目、2丁目、3丁目、4丁目、5丁目、6丁目、7丁目、8丁目、9丁目、10丁目、11丁目、12丁目
- 喜多町1丁目、2丁目、3丁目、4丁目、5丁目、6丁目、7丁目、8丁目、9丁目、10丁目
- 太平町3丁目、5丁目、6丁目

## 進学前小学校
- 小泉小学校
- 根本小学校
- 池田小学校